# Su-Ki 水陸兩棲車
Su-Ki水陸兩棲車（日语：スキ型4輪駆動水陸両用車）是日本在第二次世界大戰期間由豐田汽車生產的軍用水陸兩棲車。。日本陸軍中的代號為 Su-ki車。

## 概要
該車是在1943年（昭和18年）服役。日本陸軍根據中日戰爭的經驗，需要一種能夠在溪流多的地形上進行運輸的兩棲車，但由於成本和生產時間的原因而推遲了開發。
1942年（昭和17年）瓜達爾卡納爾島戰役期間，日軍在沿海登陸物資，但運往內陸的車輛數量有限。盟軍戰艦襲擊了補給車輛，摧毀了所有食物和彈藥。這就需要能夠將物資直接從海上運輸船和貨船運輸到內陸倉庫的車輛。此外，如果有水陸兩棲車，即使面對河，工程師也不需要支援軍用橋樑和重門橋樑。

## 設計與使用
Su-Ki水陸兩棲車是一輛四輪驅動的水陸兩用卡車，可運載2噸貨物。它是由豐田汽車有限公司開發和製造。該車輛的原型是戰時型的KCY貨車。該車的原型車於1943年6月（昭和18年）完成，但生產了四輛後就停產了。   
該車有一個由鋼製成的船形車身，可以採用後輪驅動或四輪驅動 。在第二次世界大戰期間，Su-Ki被部署到位於太平洋戰區的日軍部隊中。發動機的底部覆蓋有防水罩，前部左右兩側設有排水器。輪胎沒有擋泥板。在水上航行時，所有四個輪子都與動力源斷開，並驅動車輛後部的螺旋槳，就算沒有舵也可以通過前輪左轉和右轉。車體經過防水處理，由厚度約5毫米的鋼板製成，因此可以承受步槍等槍火。此外，車輛後部還設有鉸鏈門，可以通過該門裝卸貨物。
從1943年11月（昭和18年）到1944年8月（昭和19年），豐田汽車一共生產了198輛並在南部島嶼上使用。波納佩島上遺留著廢棄的車身。 